# Marceline Schopman
Marceline Schopman (Diemen, 11 februari 1965) is een Nederlands voormalig televisiepresentatrice. Ze werd bekend als omroepster van de VARA. Ook presenteerde ze enkele programma's voor de VARA. Hierna stapte ze in 1992 over naar de TROS waar ze presentatrice werd van achtereenvolgens Dingbats en Dat zeg ik niet. Vervolgens stapte Schopman over naar de commerciële omroep. Ze presenteerde vanaf medio 1994 tot medio 1996 de RTL 4-programma's Gezond & Wel en Eigen Huis en Tuin. 
In 1996 was ze de eerste bekende Nederlander die via het internet een oproep deed voor een nieuwe baan. Vanaf maart 1997 was Schopman te zien in Het Buitenhuis op kinderzender Kindernet. In 1999 presenteerde ze het programma Ambachtelijke Mensen dat te zien was op de regionale zender van Brabant, TV8. 
Van juni 2010 tot september 2020 was Marceline Schopman lid van de gemeenteraad van Haarlem voor de PvdA. Ze is ook voice-over en presentatietrainer.